# Свенставік
Свенставік (швед. Svenstavik) — містечко (tätort, міське поселення) у центральній Швеції в лені  Ємтланд. Адміністративний центр комуни  Берг.

## Географія
Містечко знаходиться у центральній частині лена  Ємтланд за 420 км на північ від Стокгольма.

## Історія
Свенставік став адміністративним центром комуни завдяки залізничному сполученню та кращою інфраструктурою автошляхів.

## Населення
Населення становить 1 022 мешканців (2018).

## Спорт
У поселенні базуються футбольний клуб «Бергс» ІК та хокейний Свенставікс ГК.
Взимку тут функціонують лижні траси з електричним освітленням та два спортивні зали, ковзанка для гри в хокей.

## Галерея

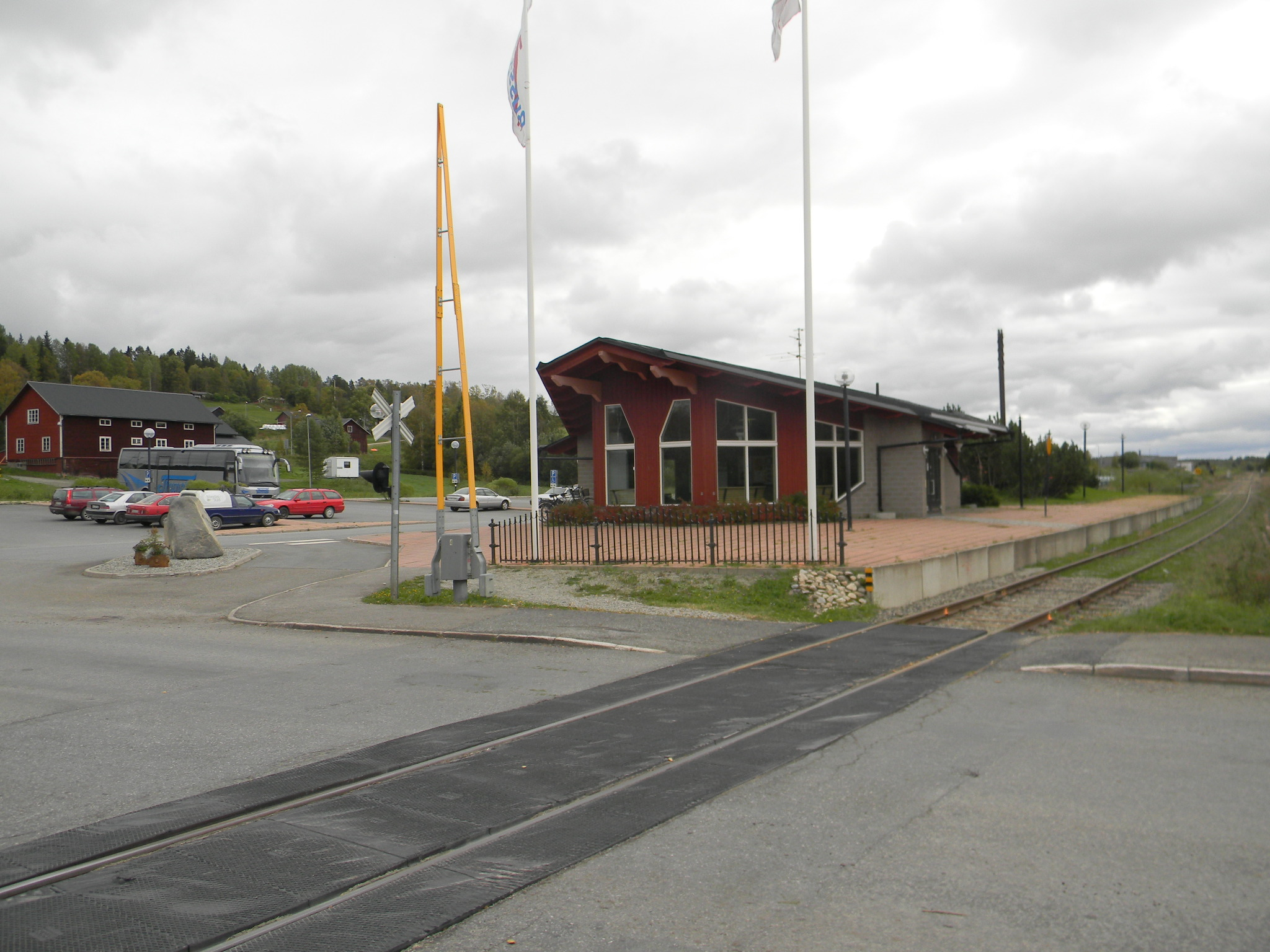
Залізнична станція

## Покликання
- Сайт комуни Свенставік [Архівовано 24 серпня 2020 у Wayback Machine.]